# Municipio de Washington (condado de Jackson, Iowa)
El municipio de Washington (en inglés: Washington Township) es un municipio ubicado en el condado de Jackson en el estado estadounidense de Iowa. En el año 2010 tenía una población de 348 habitantes y una densidad poblacional de 3,37 personas por km².

## Geografía
El municipio de Washington se encuentra ubicado en las coordenadas 42°9′41″N 90°22′14″O / 42.16139, -90.37056. Según la Oficina del Censo de los Estados Unidos, el municipio tiene una superficie total de 103.28 km², de la cual 97,61 km² corresponden a tierra firme y (5,49 %) 5,67 km² es agua.

## Demografía
Según el censo de 2010, había 348 personas residiendo en el municipio de Washington. La densidad de población era de 3,37 hab./km². De los 348 habitantes, el municipio de Washington estaba compuesto por el 95,69 % blancos, el 1,44 % eran amerindios, el 0,86 % eran asiáticos, el 0,57 % eran de otras razas y el 1,44 % eran de una mezcla de razas. Del total de la población el 2,59 % eran hispanos o latinos de cualquier raza.